# Kasikasima
Kasikasima, ook wel gespeld als Kassikassima, is een berg in het district Sipaliwini van Suriname. De berg is 718 meter hoog. 
Het dorp Paloemeu en de Vincent Fayks Airstrip liggen op 40 kilometer ten noorden van de berg. Ze zijn het startpunt voor kanotochten naar de berg die door verschillende reisorganisaties worden aangeboden. 
In de jaren negentig werd op initiatief van een evangelist het dorp Kampoe gesticht nabij de berg. De evangelist was van plan om van de plaats een bijbelkamp en ontmoetingsplaats voor de Tiriyó van Suriname en Brazilië te maken.